# Hieracium holophyllum
Hieracium holophyllum es una especie de planta con flor del género Hieracium, de la familia Asteraceae, orden Asterales.

## Distribución
Hieracium holophyllum se distribuye por Inglaterra.

## Taxonomía
Fue descrita científicamente por Linton.
Tratamiento taxonómico
La especie aparece registrada y publicada en J. Bot.